# Augstgau
L'Augstgau fou una regió històrica d'Alemanya al sud del Rin més amunt de Basilea que agafava el nom de la vila d'Augst, fundada pels alamans a la rodalia d'un pont o peatge. La regió va formar un comtat al segle x. El comtat però va arribar a incloure algunes zones del Sisgau. El 1040 l'emperador va donar el comtat al bisbe de Basilea i el nom d'Augstgau va desaparèixer. Hi havia una altra regió d'Augstgau a Baviera a la vall del Lech esmentada als segles VIII i IX.